# 夏寅
夏 寅（か いん、1423年 - 1488年）は、明代の官僚・学者。字は正夫、号は止軒。本貫は松江府華亭県。

## 生涯
正統13年（1448年）、進士に及第した。南京吏部主事に任じられた。学問につとめて、その文章は宏大深遠の評判を取った。吏部稽勲郎中に進んだ。
成化元年（1465年）、任期を満了して北京に入ると、災害に苦しむ徐州の民衆のために租税を免除して官倉を開くよう言上した。
江西按察副使に転じ、提督学校をつとめた。その教務は徳行を優先した。廬山の白鹿洞書院を修築した。浙江右参政に進んだ。処州の民が虐政に苦しみ、山谷に逃げ込んでいた。夏寅はかれらを呼び戻して、解散させた。成化22年（1486年）、山東右布政使に進んだ。弘治元年（1488年）、致仕して帰郷した。2月、死去した。享年は66。著書に『禹貢詳節』1巻・『政鑑』32巻・『夏文明公』40巻・『備遺録』23巻・『江西紀行集』1巻があった。